# 調布橋
調布橋（ちょうふばし）は、東京都青梅市千ケ瀬町 - 上長渕の多摩川に架かる東京都道31号青梅あきる野線（秋川街道）の橋長113 m（メートル）のアーチ橋。

## 概要
- 形式 - 鋼上路ソリッドリブアーチ橋
- 橋格 - 1等橋（TL-20）
- 橋長 - 113.000 m
  - 支間割 - ( 10.000 m + 92.000 m + 10.000 m)
- アーチ支間 - 92.000 m
- 幅員
  - 総幅員 - 16.000 m
  - 有効幅員 - 15.200 m
  - 車道 - 9.000 m
  - 歩道 - 片側3.100 m
- 床版 - 鉄筋コンクリート
- 総鋼重 - 654 t
- 架設工法 - ケーブルクレーン・斜吊り工法
- 施工 - 東京鐵骨橋梁[注釈 1]

## 歴史
東京府西多摩郡調布村の多摩川ではそれまで千ケ瀬の渡しと呼ばれる渡船に頼っていたところ、1922年（大正11年）2月10日に初めて調布橋が架橋された。これは橋長104.7 m、幅員2.7 mの木トラス補剛、鉄筋コンクリート主塔の単径間吊橋であった。
1935年（昭和10年）4月10日に東京府道91号八王子青梅線鋼として鋼中路2ヒンジブレースドリブアーチ橋である2代目橋梁が完成する。第二次世界大戦前に日本国内で架橋された中路アーチ橋は2006年（平成18年）現在7橋しか確認されておらず、本橋と桜橋を除いて支間長30 m程度であり、本橋は突出した規模であった。
1994年（平成6年）に現橋の鋼上路ソリッドリブアーチ橋に架け替えられた。

### 旧橋の諸元
- 形式 - 鋼中路2ヒンジブレースドリブアーチ橋（側径間は鈑桁橋）
- 橋格 - 三等橋
- 橋長 - 103.30 m
  - 支間割 - 5.45 m + 90.00 m + 5.45 m
- アーチ支間 - 90.00 m
- 幅員 - 6.50 m
- 床版 - 鉄筋コンクリート
- 橋台 - 重力式コンクリート
- 総鋼重 - 257.79 t
- 架設工法 - ケーブルクレーン・斜吊り工法
- 施工 - 東京鐵骨橋梁[注釈 2]
- 総工費 - 74953円
- 施工年度 - 1934年度（昭和9年度） - 1935年度（昭和10年度）